# Yukarıçalı, Hizan
Yukarıçalı là một xã thuộc huyện Hizan, tỉnh Bitlis, Thổ Nhĩ Kỳ. Dân số thời điểm năm 2011 là 195 người.